# کنیانگ چهیش
کُنیانگ چهیش (Kunyang Chhish) یا کنیانگ کیش دومین کوه مرتفع در هیسپار موزتاغ، زیرشاخه ای در کوه‌های قره‌قروم در پاکستان است. بلندی آن ۷٬۸۲۳ متر (۲۵٬۶۶۶ فوت) است و در رتبه ۲۱ جهان و ۸ در پاکستان قرار دارد.

## محل
کنیانگ چهیش در امتداد جناح شمالی یخچال هیسپار، یکی از یخچال‌های اصلی قره‌قروم قرار دارد. سرچشمه یخچال یزغیل است که به دره دره شِمشال ختم می‌شود. این کوه از شمال شرقی محل تلاقی یخچال هیسپار و یخچال کنیانگ بالا می‌رود، در حالی که دستاغل سر (بلندترین قله هیسپار موزتاغ) بر یخچال کنیانگ در انتهای شمالی آن تسلط دارد.

## ویژگی‌های قابل توجه
کنیانگ چهیش بیست و یکمین کوه مستقل در جهان است. همچنین به دلیل برخاستن از زمین‌های محلی قابل توجه است: برای مثال، تقریباً ۴٬۰۰۰ متر (۱۳٬۰۰۰ فوت) بالاتر از کمپ اصلی جنوبی خود در یخچال کنیانگ، و ارتفاع آن ۵٬۵۰۰ متر (۳٫۴ مایل) بالای دره هونزا در حدود ۳۳ کیلومتر (۱۰۸٬۰۰۰ فوت) قرار گرفته‌است. این یک قله شیب دار، نوک تیز و پیچیده‌است. به راحتی با دستاغل سر کمی بالاتر در شمال رقابت می‌کند که نمای گردتری دارد.
بدون احتساب دو قله پوماری چهیش ۴ کیلومتر (۲٫۵ مایل) تا ENE، توده کونیانگ چهیش دارای پنج قله است:
- کنیانگ چهیش اصلی، ۷٬۸۵۲ متر (۲۵٬۷۶۱ فوت)
- کونیانگ چیش جنوبی، 7620 ۷٬۶۲۰ متر (۲۵٬۰۰۰ فوت)، ۷۰۰ متر جنوب غربی، با برجستگی تنها حدود ۱۰۰ متر (۳۳۰ فوت)
- کنیانگ چهیش شرقی ۷٬۴۰۰ متر (۲۴٬۳۰۰ فوت)، ۲ کیلومتر ESE, ۲۴۰ متر (۷۹۰ فوت) برجستگی.
- کنیانگ چهیش غربی، ۷٬۳۵۰ متر (۲۴٬۱۱۰ فوت)، ۱٫۵ کیلومتر غرب، ۱۷۰ متر (۵۶۰ فوت) برجستگی. همچنین به عنوان قله هرم شناخته می‌شود.

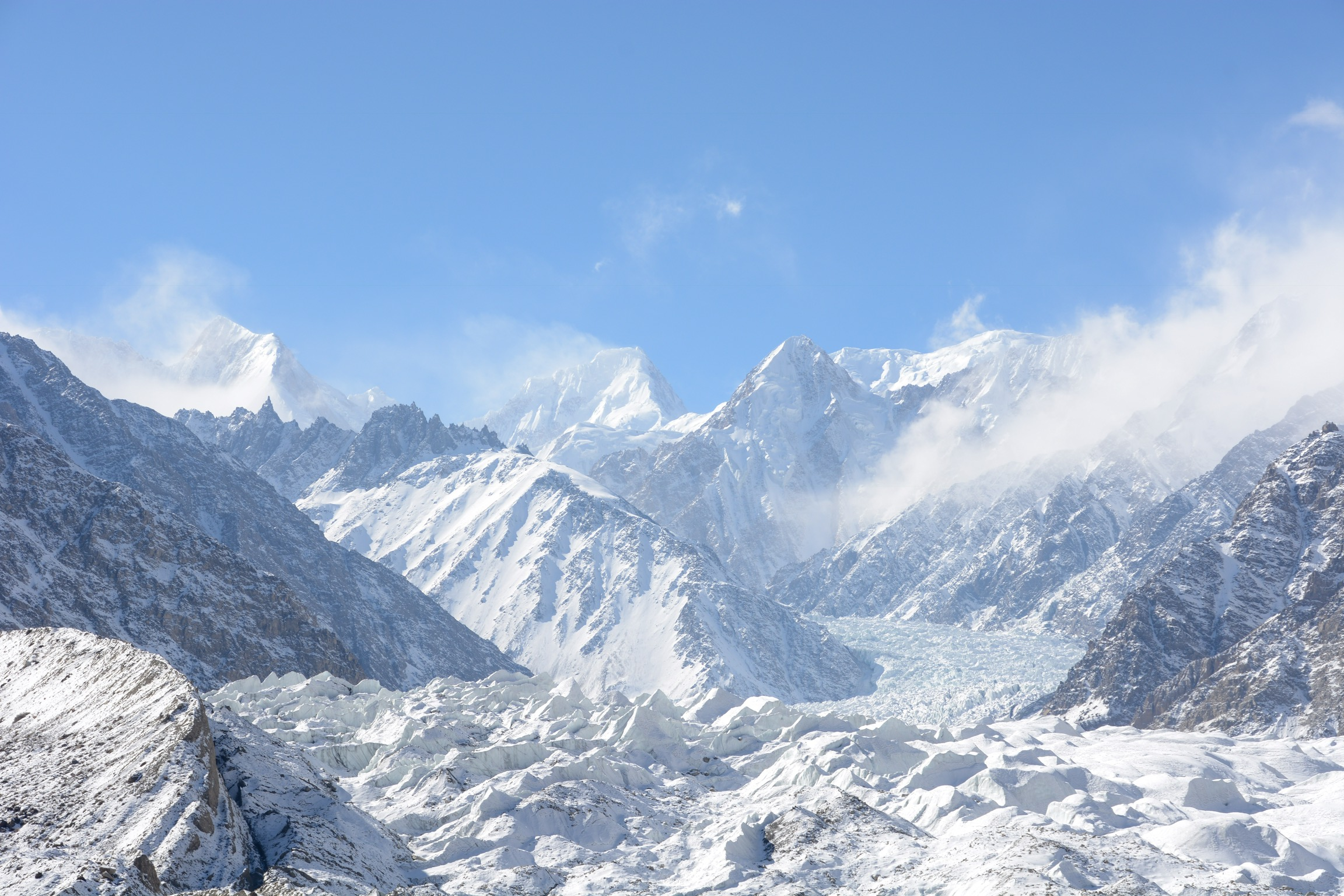
کنیانگ چهیش (پس‌زمینهٔ مرکزی) و پوماری چهیش (پس‌زمینهٔ سمت چپ) که از دامنه‌های غربی یازغیل سر دیده می‌شود.

- کنیانگ چهیش شمالی، ۷٬۱۰۸ متر (۲۳٬۳۲۰ فوت)، ۶ کیلومتر شمال شرقی، ۵۱۷ متر (۱٬۶۹۶ فوت) برجستگی.

## تاریخچه کوهنوردی
اولین تلاش برای صعود از کنیانگ چهیش در سال ۱۹۶۲ انجام شد، اما پس از سقوط بهمن در ۱۸ ژوئیه، دو کوهنورد، سرگرد جیمز میلز و کاپیتان MRF جونز، کشته شدند. اجساد آنها هرگز پیدا نشد.
تلاش بعدی در سال ۱۹۶۵ توسط یک گروه ژاپنی عمدتاً متشکل از اعضای دانشگاه توکیو انجام شد. آنها خط الراس جنوبی کنیانگ چهیش را انتخاب کردند، اما کوهنورد دیگر تاکئو ناکامورا پس از سقوط یک خط الراس باریک در ارتفاع ۷٬۲۰۰ متر (۲۳٬۶۰۰ فوت) درگذشت.
اولین صعود موفق توسط یک تیم لهستانی به رهبری آندری زاوادا در سال ۱۹۷۱ انجام شد. آنها یک مسیر طولانی را از یخچال طبیعی پوماری چیش به سمت خط الراس جنوبی قله طی کردند. با این حال، یکی از اعضای آنها، یان فرانچوک، در یک اتفاق مربوط به شکاف کوه کشته شد.
دومین و تنها صعود ثبت شده دیگر، از شمال غربی اسپور به سمت خط الراس شمالی صعود کرد. دو کوهنورد انگلیسی به نام‌های مارک لو و کیث میلن این مسیر را در ۱۱ ژوئیه ۱۹۸۸ به پایان رساندند. این مسیر برای اولین بار در سال ۱۹۸۰ انجام شد و مجدداً در سال‌های ۱۹۸۱، ۱۹۸۲ و ۱۹۸۷ صورت گرفت.
شاخص هیمالیا سه تلاش اخیر برای این قله را در سال‌های ۲۰۰۰ و ۲۰۰۳ فهرست می‌کند.
پس از چهار تلاش ناموفق، از سال ۲۰۰۳، قله شرق برای اولین بار در ژوئیه ۲۰۱۳ توسط یک تیم اتریشی/سوئیسی بر فراز دیوار جنوبی صعود کرد.